# Bekkinakeri, Belgaum
Bekkinakeri là một làng thuộc tehsil Belgaum, huyện Belgaum, bang Karnataka, Ấn Độ.